# Xenalytus scotophillus
Xenalytus scotophillus är en kräftdjursart som beskrevs av Rony Huys 1991. Xenalytus scotophillus ingår i släktet Xenalytus och familjen Microdajidae. Inga underarter finns listade i Catalogue of Life.